# Jakob Lundahl
Jakob Emanuel Lundahl, född 26 september 1875 i Vetlanda, Jönköpings län, död 18 oktober 1951 i Oscars församling, Stockholm, var en svensk missionär.
Lundahl var verksam i Svenska missionsförbundets mission i Fristaten Kongo 1899–1902, anställd på dess expedition i Stockholm 1902–17, sekreterare för dess yttre mission 1917–30, sekreterare i Svenska missionsrådet från 1916 och Nordiska missionsrådet 1923. Lundahl utgav ett stort antal missionsskrifter och redigerade från 1930 tidskriften Missionsförbundet.